# Fufia de comitiis
Fufia de comitiis va ser una antiga llei romana instada per un pretor de nom Fufi l'any 155 aC (598 de la fundació de Roma). Regulava els dies en què es podien celebrar els comicis romans. Podria ser la mateixa llei que una anomenada Fusia de comitiis.